# یوریک ون واگنینگن
یوریک ون واگنینگن (هلندی: Yorick van Wageningen؛ زادهٔ ۱۶ آوریل ۱۹۶۴) یک هنرپیشه اهل هلند است.
از فیلم‌ها یا برنامه‌های تلویزیونی که وی در آن نقش داشته است می‌توان به دنیای جدید، سرگذشت ریدیک، دختری با خالکوبی اژدها، ۴۷ رونین، کلاه‌سیاه اشاره کرد.